# Antonio Ayet Canós
Antonio Ayet Canós, řeholním jménem Ludovico María (25. července 1886 Villarreal – 13. října 1936 Barcelona) byl španělský římskokatolický řeholník Řádu karmelitánů a mučedník. Katolická církev ho uctívá jako blahoslaveného.

## Život
Narodil se 25. července 1886 ve Villarreal v provincii Castellón jako nejmladší z pěti bratrů. Původem byl z rolnické rodiny. Navštěvoval školu vedenou františkány.
Rozhodl se pro řeholní život a v srpnu roku 1909 vstoupil do karmelitánského řádu. Dne 2. února 1911 složil své řeholní sliby a přijal jméno Ludovico María. Stal se katechetou a na začátku května 1920 byl zvolen jako jeden z misionářů. Odešel do Portorika, kde strávil dva roky jako katecheta a 23. června 1922 byl poslán do Venezuely, kam byl poslán jako pomoc při založení misijního sídla. Zde působil šest let. Při své práci si zvolil heslo „Sloužit Pánu s radostí.” 
Roku 1928 se vrátil do své rodné země a začal působit ve městě Tarrasa, kde sídlila karmelitánská škola. Studenti této školy byly většinou děti továrenských dělníků.
Po vypuknutí Španělské občanské války dne v červenci 1936 se zfanatizovaný dav vrhl na kostel a začal ho ničit. V místním karmelitánském klášteře žili čtyři řeholníci z nichž dva byli kněží.
Bratr Ludovico spolu s bratrem Àngelem připravovali slavnostní hostinu v souvislosti s přesunutou slavností Panny Marie Karmelské ale příprava byla přerušena z důvodu války. 
Všichni čtyři bratři se rozhodli odejít a schovat se v rodinách svých přátel ve městě.
Bratr Ludovico a Àngel se ukryly u paní Teresy Salvanos. Pronásledovatelé katolické církve odhalily jejich úkryt a začali se do domu dobývat. Snažili se utéct zadním vchodem ale byli dopadeni. Následně je odvedli do věznice v Tarrase. Dne 13. srpna 1936 je odvezli do věznice v Barceloně, kde pobývali do 12. října, kdy byly odvedeni do soudní budovy. O den později je milice odvedla ke hřbitovu kde byly spolu s dalšími čtyřmi mučedníky zastřeleni. Roku 1941 byly jejich ostatky identifikovány a odneseny na hřbitov v Tarrase.

## Proces blahořečení
Jeho proces blahořečení byl zahájen roku 1959 v arcidiecézi Barcelona spolu s dalšími patnácti karmelitánskými spolubratry a jednou řeholnicí.
Dne 26. června 2006 uznal papež Benedikt XVI. jejich mučednictví. Blahořečeni byli 28. října 2007.